# Власије
Власије је мушко име грчког порекла. Потиче од речи „Blasios“, што значи „строг“, „груб“, „тром“. У Мађарској се користи облик Балаж.
Раније га је српска народна традиција неосновано доводила у везу са именом Вукол. Власије се налази у верском календару Српске православне цркве.

## Изведена имена
Изведено је име Влајко.